# Socorro (district de São Paulo)
Pour les articles homonymes, voir Socorro.
Socorro est un district situé au sud de la ville de São Paulo. Appartenant autrefois à la municipalité de Santo Amaro et région marécageuse, elle est aujourd'hui baignée par le réservoir de Guarapiranga, où se pratiquent des sports nautiques. Entre les deux réservoirs, est situé l'autodrome d'Interlagos, où se déroulent le Grand Prix du Brésil de la Formule 1, et les centres commerciaux tels que Shopping Fiesta.
En plus de ses prétentions à caractère sportif et commercial, le quartier de Socorro devient un lieu de loisirs et de culture d'une importance considérable au sein de la ville de São Paulo. Les espaces verts entourant le barrage de Guarapiranga proposent des activités de plein air, notamment des randonnées et des pique-niques, tandis que l'hippodrome d'Interlagos, ainsi que les pistes de courses automobiles, accueillent des événements musicaux et d'autres divertissements tout au long de l'année. Cette infrastructure urbaine, ainsi que l'entretien des espaces naturels, font de Socorro un exemple de la manière dont le passé et le présent se rejoignent de manière organique dans la composition de la métropole de São Paulo.

## Quartiers
- Interlagos
- Jardim Bessa
- Vila Califórnia
- Capela do Socorro
- Jardim Cristina
- Vila Franca
- Vila Friburgo
- Jardim Guarapiranga
- Parque Interlagos
- Jardim Ipanema
- Jardim do Lago
- Vila Lisboa
- Jardim Mara
- Jardim Marabá
- Jardim Nova Guarapiranga
- Jardim Paquetá
- Parque Rony
- Jardim Santa Helena
- Jardim São Jorge
- Jardim São José de Guarapiranga
- Socorro
- Jardim Socorro
- Vila Socorro
- Jardim Suzana
- Jardim Tereza
- Jardim Três Marias
- Veleiros
- Jardim Veneza[2]